# Cyprideis torosa
Cyprideis torosa är en kräftdjursart som först beskrevs av Jones 1850.  Cyprideis torosa ingår i släktet Cyprideis och familjen Cytherideidae. Arten är reproducerande i Sverige. Inga underarter finns listade i Catalogue of Life.